# ヴィクトル・カールンド
カール・ヴィクトル・カールンド（Karl Viktor Carlund、1906年2月15日 - 1985年2月22日）は、スウェーデン・イェーテボリ出身の元同国代表サッカー選手、元サッカー指導者。ポジションはミッドフィールダー。

## 略歴
1920年から8年間をエルグリーテISで過ごし、スウェーデン代表としては1934 FIFAワールドカップとベルリンオリンピックに参加し、ワールドカップでは出番は無かったが、後者のオリンピックでは1試合に出場した。